# Kudoa tachysurae
Kudoa tachysurae is een microscopische parasiet uit de familie Kudoidae. Kudoa tachysurae werd in 1983 beschreven door Sarkar & Mazumder. 